# Kirjat Šmona
Kirjat Šmona (hebrejsky קִרְיַת שְׁמוֹנָה‎, doslova „Město Osmi“, podle osmi lidí včetně Josefa Trumpeldora, kteří roku 1920 zahynuli při obraně nedalekého kibucu Tel Chaj, v oficiálním přepisu do angličtiny Qiryat Shemona, přepisováno též Kiryat Shmona) je město Severním distriktu v Izraeli.

## Geografie
Leží v nadmořské výšce 80 m při západním okraji Chulského údolí, na svazích, které od něj prudce stoupají k západu, do hor Naftali, při libanonských hranicích.

## Dějiny
Město bylo založeno v roce 1950 na místě bývalé arabské vesnice, jako tranzitní tábor pro imigranty, kteří pracovali na farmách. Později šlo o rozvojové město, plánovitě budovaný městský soubor určený pro rychlé ubytování židovských imigrantů.
Ekonomika města je založena jak na lehkém průmyslu a produktech typu elektroniky, informačních technologií a komunikací, tak na zemědělství a cestovním ruchu.
Město je spojeno lanovkou s kibucem Manara, který se nachází na horském hřbetu Naftali, a město také nabízí akvapark s tobogánem.
Nachází se zde 12 škol s celkovým počtem 4 399 žáků a studentů. Ti jsou rozděleni do 9 základních škol o 2 355 žácích a 6 středních škol o 1 984 studentech. 49,3 % studentů 12. ročníků bylo v roce 2001 připuštěno k maturitě.[zdroj⁠?!],
Kirjat Šmona je nejmenší izraelské město s ligovým fotbalovým týmem. V sezóně 2006–07 klub poprvé postoupil do první ligy.

### Terorismus
Kirjat Šmona byla v minulosti cílem mnoha útoků arabských teroristů, operujících přes izraelsko-libanonskou hranici. 11. dubna 1974 Lidová fronta pro osvobození Palestiny - Hlavní velení (LFOP-HV) vyslala do Kirjat Šmony přes hranice z Libanonu tři své členy. Ti zabili osmnáct obyvatel v obytné budově, včetně devíti dětí, a následně sami zemřeli během přestřelky s izraelskou armádou. Tato událost se stala známá pod názvem masakr v Kirjat Šmoně.
Město se dále stalo terčem útoků raket typu Kaťuša, když město v červenci 1981 ostřelovalo OOP. V roce 1986 pak raketa typu Kaťuša, vystřelená členy OOP, zabila učitele a čtyři žáci byli vážně zraněni. Raketami Kaťuša pak ostřeloval Kirjat Šmonu i Hizballáh v roce 1996 během operace Hrozny hněvu. Obyvatele města trpí takřka každodenními útoky od poloviny 70. let až do roku 2000, kdy se Izrael stáhl z jižního Libanonu.
Během druhé libanonské války bylo město častým terčem raket Hizballáhu. Na město dopadaly stovky raket typu Kaťuša. 13. července 2006 musela být část města uzavřena, kvůli hrozbě z raketového útoku. Příští den město zasáhly tři rakety. 17. července Hizballáh ještě zintenzivnil ostřelování severního Izraele, včetně Kirjat Šmony. Téhož dne byl zasažen jeden dům poblíž města. 8. srpna pak rozhodla izraelská vláda o evakuaci 10 tisíc obyvatel města. Během války dopadlo na město celkem 1 012 raket typu Kaťuša. Více než polovina obyvatel města se sama přestěhovala na jiné místo v zemi. Někteří pak ke svým rodinám či známým. Jiní do hotelů nebo uprchlických zařízení.
Izraelská vláda 20. října 2023 rozhodla o evakuaci města s ohledem na časté ozbrojené střety mezi izraelskou armádou a libanonskou skupinou Hizballáh, které vypukly po masivním útok organizace Hamás z pásma Gazy na Izrael. Rozkaz k evakuaci vydal izraelský ministr obrany Joav Gallant. 

## Demografie
Podle údajů z roku 2009 tvořili naprostou většinu obyvatel Židé - přibližně 21 000 osob (včetně statistické kategorie „ostatní“, která zahrnuje nearabské obyvatele židovského původu, ale bez formální příslušnosti k židovskému náboženství, přibližně 22 500 osob). Podle Izraelského centrálního statistického úřadu (CBS) žilo ve městě k roku 2001 celkem 10 800 mužů a 10 700 žen. Věková struktura obyvatelstva byla následující: 33,5 % obyvatel bylo mladších 19 let; 19,8 % bylo ve věku 20–29 let; 19,3 % ve věku 30-44 let; 15,3 % ve věku 45-59 let; 3,5 % ve věku 60-64 let a 8,5 % obyvatel bylo starších 65 let. Roční populační růst byl v roce 2001 1,8 %. V roce 2001 zde žilo 121 uprchlíků. Židovská populace města se převážně skládá z imigrantů a jejich potomků, ze severoafrických a blízkovýchodních zemí. Podle CBS žilo ve městě k roku 2000 celkem 8 303 zaměstnaných pracovníků a 467 osob samostatně výdělečně činných. Hrubá měsíční mzda v roce 2000 činila 4 306 šekelů (NIS). Hrubá měsíční mzda mužů byla 5 433 šekelů, oproti 3 065 šekelům pro ženy. 564 osob pobíralo podporu v nezaměstnanosti a 1 655 osob získávalo nějaký druh sociálního benefitu.
Jde o středně velkou obec městského typu s dlouhodobě mírně rostoucí populací. K 31. prosinci 2014 zde žilo 23 100 lidí.
| Rok  | Obyvatelé |
| ---- | --------- |
| 1949 | 175       |
| 1950 | 1 364     |
| 1951 | 3 755     |
| 1952 | 3 350     |
| 1953 | 3 300     |
| 1954 | 3 700     |
| 1955 | 6 300     |
| 1956 | 8 600     |
| 1957 | 10 100    |
| 1958 | 10 700    |
| 1959 | 11 400    |
| 1960 | 11 800    |

| Rok  | Obyvatelé |
| ---- | --------- |
| 1961 | 12 400    |
| 1962 | 13 900    |
| 1963 | 15 000    |
| 1964 | 15 000    |
| 1965 | 15 100    |
| 1966 | 15 100    |
| 1967 | 15 200    |
| 1968 | 15 300    |
| 1969 | 15 400    |
| 1970 | 15 100    |
| 1971 | 15 200    |
| 1972 | 15 200    |

| Rok  | Obyvatelé |
| ---- | --------- |
| 1973 | 16 100    |
| 1974 | 15 700    |
| 1975 | 15 600    |
| 1976 | 15 500    |
| 1977 | 15 600    |
| 1978 | 15 800    |
| 1979 | 15 800    |
| 1980 | 16 000    |
| 1981 | 15 700    |
| 1982 | 15 900    |
| 1983 | 15 200    |
| 1984 | 15 700    |

| Rok  | Obyvatelé |
| ---- | --------- |
| 1985 | 15 500    |
| 1986 | 15 500    |
| 1987 | 15 500    |
| 1988 | 15 400    |
| 1989 | 15 300    |
| 1990 | 16 600    |
| 1991 | 18 400    |
| 1992 | 18 600    |
| 1993 | 19 000    |
| 1994 | 19 100    |
| 1995 | 19 589    |
| 1996 | 19 867    |

| Rok  | Obyvatelé |
| ---- | --------- |
| 1997 | 20 225    |
| 1998 | 20 610    |
| 1999 | 20 900    |
| 2000 | 21 057    |
| 2001 | 21 441    |
| 2002 | 21 600    |
| 2003 | 22 000    |
| 2004 | 22 000    |
| 2005 | 22 000    |
| 2006 | 22 000    |
| 2007 | 22 100    |
| 2008 | 23 200    |

| Rok  | Obyvatelé |
| ---- | --------- |
| 2009 | 23 100    |
| 2010 | 23 300    |
| 2011 | 23 000    |
| 2012 | 23 100    |
| 2013 | 23 100    |
| 2014 | 23 100    |
| 2015 | 23 100    |
| 2016 | 22 900    |
| 2017 | 22 800    |
| 2018 | 22 600    |

## Partnerská města
- Nancy, Lotrinsko, Francie